# Duy Nghĩa
Duy Nghĩa is een xã in het district Duy Xuyên, een van de districten in de Vietnamese provincie Quảng Nam.
Duy Nghĩa ligt op het punt waar de Ly Ly, de Trường Giang en de Hội An samenvloeien en de Cưa Đại vloeien. Duy Nghĩa heeft ruim 9.000 inwoners op een oppervlakte van 13,4 km².